# 希爾施山 (布雷根茨附近朗根)
47°31′21″N 9°49′18″E / 47.522419°N 9.821744°E

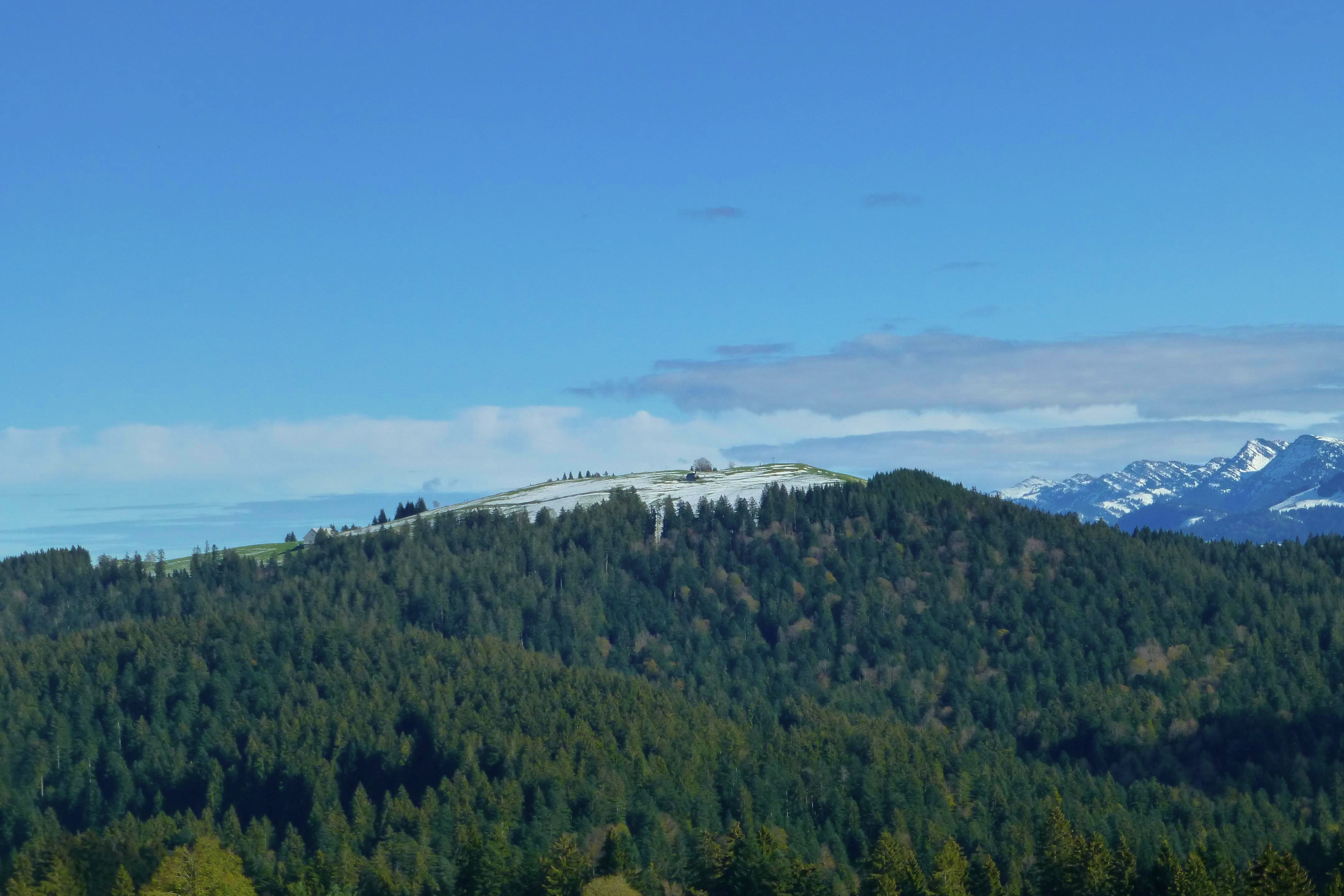

希爾施山（德語：Hirschberg），是奧地利的山峰，位於該國西部，由福拉爾貝格州負責管轄，屬於阿爾高阿爾卑斯山脈的一部分，處於布雷根茨附近朗根，海拔高度1,095米。